# Vulpes ferrilata
El zorro tibetano (Vulpes ferrilata) es una especie de mamífero carnívoro de la familia Canidae endémico de la meseta Tibetana en Nepal, China e India, hasta altitudes de 5300 m s. n. m.. Está clasificado como una especie de preocupación menor por la UICN debido a su amplia distribución en las estepas y semi-desiertos de dicha meseta.

## Descripción física
El zorro tibetano es pequeño y compacto, con pelaje suave y denso, hocico visiblemente estrecho, y cola tupida. Su pelaje, en hocico, cuello, espalda y patas, es de color rojizo, mientras que en sus mejillas, costados, muslos y nalgas es de color gris. Su cola tiene punta blanca. Sus cortas orejas son de color bronceado a grisáceo por detrás, mientras que por debajo y por dentro son blancas. 
Los zorros tibetanos adultos miden de 60 a 70 cm de la cabeza al cuerpo (los juveniles son algo más pequeños), y tienen una cola de 29 a 40 cm de largo. El peso de los adultos es de 4 a 5,5 kg.

## Comportamiento
El zorro tibetano caza principalmente picas, seguidas de roedores, marmotas del himalaya, liebres lanudas (lepus oiostolus), topos chinos (myospalax fontanierii), lagartos de nieve (phrynocephalus theobaldi) y gracias a estudios más recientes se sabe que se alimenta de aves como la perdiz tibetana (perdix hodgsoniae), carbornero terrestre (pseudopodoces humilis), gorrión de adams (montifrigilla adamsi) y la alondra cornuda (eremophila alpetris). También puede buscar comida en los cadáveres del antílope tibetano, ciervos almizcleros, la cabra azul del Himalaya y el ganado. Es, sobre todo, un cazador solitario, que caza durante el día, ya que las pikas, su presa principal, son diurnas. Tiene una relación comensal con el oso pardo para la caza de picas: el oso pardo desentierra las picas, y el zorro tibetano las atrapa cuando se le escapan al oso.
Las parejas permanecen juntas, y también cazan juntas. Después de un período de gestación de 50 o 60 días, nacen de 2 a 4 crías en una madriguera, donde se quedan con sus padres hasta que tienen 8 a 10 meses de edad. Hacen sus guaridas en la base de las rocas, en antiguas líneas de playa y pendientes bajas; cada guarida puede tener cuatro entradas, cada una de 25 a 35 cm de diámetro.

## Parásitos y enfermedades
Los zorros tibetanos del condado Sêrxü de la provincia de Sichuan, en China, están seriamente infectados con Echinococcus, mientras que los zorros tibetanos en el oeste de la provincia de Sichuan son hospederos de la equinococosis alveolar.